# Revenir (film)
Pour plus de détails, voir Fiche technique et Distribution.
Revenir est un film français réalisé par Jessica Palud, sorti en 2019, librement adapté du roman L'Amour sans le faire de Serge Joncour.

## Synopsis
Après plusieurs années d'expatriation, Thomas Moreno (Niels Schneider) revient dans la ferme familiale. Son frère cadet Mathieu est mort, laissant un fils, Alexandre « Alex », six ans, et sa compagne, Mona (Adèle Exarchopoulos), que Thomas ne connaît pas. Son père Michel (Patrick d'Assumçao), avec qui les relations ont toujours été difficiles, a vendu tout le cheptel de la ferme. Sa mère Catherine (Hélène Vincent) est en train de mourir à l'hôpital. Mona, lorsqu'elle ne s'occupe pas de son fils, travaille comme serveuse dans une boîte de nuit. Sur le terrain à côté de la ferme sont stockés des oliviers en pots que la mère de Thomas avait commandés avant d'être hospitalisée.

## Fiche technique
- Titre français : Revenir
- Réalisation : Jessica Palud
- Scénario : Diastème, Philippe Lioret et Jessica Palud d'après le roman de Serge Joncour
- Costumes : Alexia Crisp-Jones
- Photographie : Victor Seguin
- Montage : Thomas Marchand
- Musique : Mathilda Cabezas et Augustin Charnet
- Pays de production :  France
- Format : couleur
- Genre : drame
- Durée : 77 minutes
- Dates de sortie :
  - Italie : 1er septembre 2019 (Mostra de Venise 2019)
  - France : 29 janvier 2020

## Distribution
- Niels Schneider : Thomas Moreno
- Adèle Exarchopoulos : Mona, belle-sœur de Thomas, serveuse dans une boîte de nuit
- Patrick d'Assumçao : Michel Moreno, père de Thomas
- Hélène Vincent : Catherine Moreno, mère de Thomas
- Franck Falise : Marco
- Catherine Salée : l'infirmière principale
- Roman Coustère Hachez : Alexandre « Alex » « Patate » Moreno, fils de Mona
- Jonathan Couzinié : Éric

## Production

### Tournage
Le film a été tourné en août et septembre 2018 dans la Drôme, notamment au Poët-Célard et à Montélimar.

## Accueil

### Critiques
Le film est moyennement apprécié de la presse et reçoit une moyenne de 3/5 sur Allociné.

Pour Le Nouvel Observateur, 

« [c'est] un drame rugueux que la mise en scène, solaire et organique, accompagne avec une absolue justesse. Une révélation. »

Première est déçu du film : « Personnages stéréotypés, rebondissements sans surprise… Revenir n'apporte pas grand-chose de neuf, ni au film de famille ni dans le regard porté sur le monde paysan. »
La Croix est plus élogieux et parle d'un "drame rural incandescent".

## Distinction

### Récompense
- Mostra de Venise 2019 : Prix du meilleur scénario de la section Orizzonti[6]